# Quốc Quân
Quốc Quân có tên đầy đủ là Nguyễn Quốc Quân, là nam diễn viên, đạo diễn phim người Việt Nam. Ông được khán giả biết đến khi tham gia diễn hài trong chương trình Gặp nhau cuối tuần đầu thập niên 2000 và các vai phản diện trong các bộ phim truyền hình.

## Cuộc đời
Quốc Quân sinh ngày 2 tháng 9 năm 1970 tại Hà Nội, ông tự nhân thuở nhỏ mình rất nghịch nên được gia đình định hướng vào Học viện An ninh nhân dân và đã thi đỗ, nhưng sau đó ông bỏ ngang sau năm học đầu tiên. Ông thi vào Trường Đại học Sân khấu – Điện ảnh Hà Nội, tốt nghiệp năm 1991 và gia nhập Nhà hát Kịch Việt Nam. Làm diễn viên được 1 năm với các vai phụ, ông bỏ việc để làm tiếp viên hàng không, nhưng chỉ được vài năm ông lại chuyển sang làm cho công ty dầu khí Total với mức lương ổn định hơn, nhưng môi trường làm việc không phù hợp với tính cách nên 5 năm sau ông lại bỏ việc.
Ông trở lại làm diễn viên sau 10 năm rời bỏ nghề, năm 2003 ông học làm đạo diễn cùng một số nghệ sĩ, trong đó có Công Lý và tốt nghiệp năm 2008. Quốc Quân sau đó làm việc cho kênh ANTV - đài truyền hình An Viên, ông đạo diễn một số tập phim tài liệu truyền hình Lần theo dấu vết. Quốc Quân là diễn viên hài xuất hiện thường xuyên trong chương trình Gặp nhau cuối tuần của VTV, sau hai thập kỷ, khán giả vẫn ấn tượng với vai diễn của ông trong vở "Rể hà tiện" trong chương trình này. Ông từng tham đóng vai Táo Giáo dục trong chương trình Gặp nhau cuối năm năm 2004 và trở lại chương trình này với Táo Kinh tế năm 2024.

## Đời tư
Quốc Quân từng kết hôn lần đầu vào tháng 11 năm 2004, cuộc hôn nhân này kéo dài không được 1 năm. Năm 2011 ông kết hôn lần nữa với một nhà thiết kê thời trang kém ông 10 tuổi, nhưng họ ly hôn vào năm 2016, ông sống cùng con gái. Ông là người nấu ăn giỏi, yêu thích kinh doanh và từng mở nhà hàng cùng diễn viên Phan Anh vào khoảng năm 2007.

## Vai diễn

### Điện ảnh
| Năm  | Tựa đề                           | Vai diễn  | Đạo diễn                 | Chú thích |
| ---- | -------------------------------- | --------- | ------------------------ | --------- |
| 1988 | Chiến trường chia vửa vầng trăng |           | Hồng Sến                 |           |
| 1989 | Phần đời không muốn nhớ          |           | Trần Quốc Huấn           |           |
| 1989 | Đêm hội Long Trì                 | Binh lính | Hải Ninh                 |           |
| 2010 | Vượt qua bến Thượng Hải          | Hộ        | Phạm Đông Vũ, Triệu Tuấn |           |
| 2023 | Quỷ cẩu                          | Quyết     | Lưu Thành Luân           |           |

### Truyền hình
| Năm  | Tựa đề                                 | Hình thức            | Vai diễn                  | Đạo diễn                                             | Chú thích       |
| ---- | -------------------------------------- | -------------------- | ------------------------- | ---------------------------------------------------- | --------------- |
| ???? | Cảnh sát hình sự                       | Dài tập              |                           |                                                      | Trợ lý đạo diễn |
| 1999 | CSHS: Nước mắt của mẹ                  | Dài tập              | Đàn em Bắc "đại bàng"     |                                                      |                 |
| 2001 | Ngày hè sôi động                       | Ngắn tập             | Đức                       | Trọng Trinh                                          |                 |
| 2002 | Sang sông                              | Điện ảnh truyền hình | Thắng                     | Trọng Trinh                                          |                 |
| 2002 | Niệm khúc cho người cha                | Điện ảnh truyền hình | Hạo                       | Vũ Hồng Sơn                                          |                 |
| 2002 | Không còn gì để nói                    | Điện ảnh truyền hình | Thư ký                    | Nguyễn Khải Hưng                                     |                 |
| 2003 | Lễ mừng thọ                            | Điện ảnh truyền hình |                           | Triệu Tuấn                                           |                 |
| 2003 | May ơi... là may                       | Điện ảnh truyền hình |                           | Đỗ Đức Thành                                         |                 |
| 2003 | CSHS: Cổ cồn trắng II                  | Dài tập              |                           | Vũ Minh Trí                                          |                 |
| 2003 | CSHS: Phía sau một cái chết            | Dài tập              |                           | Trọng Trinh                                          |                 |
| 2004 | Thế mới là cuộc đời                    | Điện ảnh truyền hình |                           | Trọng Trinh                                          |                 |
| 2004 | CSHS: Cô gái đến từ Băng Cốc           | Dài tập              | Mạc                       | Mai Hồng Phong                                       |                 |
| 2004 | CSHS: Thế giới không đàn bà            | Dài tập              |                           | Vũ Minh Trí                                          |                 |
| 2004 | Những giấc mơ dài                      | Ngắn tập             |                           | Đỗ Đức Thành                                         |                 |
| 2005 | Lửa than                               | Dài tập              |                           | Triệu Tuấn                                           |                 |
| 2005 | Tín hiệu bông sen nở                   | Ngắn tập             |                           | Lê Cường Việt                                        |                 |
| 2005 | Ngôi nhà cổ tích                       | Điện ảnh truyền hình |                           | Nguyễn Khải Hưng                                     |                 |
| 2005 | CSHS: Phi đội chuồn chuồn              | Dài tập              | Hân                       | Vũ Minh Trí                                          |                 |
| 2006 | CSHS: Lời sám hối muộn màng            | Dài tập              |                           | Vũ Minh Trí                                          |                 |
| 2007 | CSHS: Đột kích                         | Dài tập              |                           | Vũ Minh Trí                                          |                 |
| 2007 | Đời người và những chuyến đi           | Dài tập              |                           | Nguyễn Hữu Trọng, Trịnh Lê Phong                     |                 |
| 2007 | Thầy cúng làng                         | Điện ảnh truyền hình |                           | Triệu Tuấn                                           |                 |
| 2007 | Ở trọ trần gian                        | Điện ảnh truyền hình |                           | Vũ Duy Kiên                                          |                 |
| 2008 | Nếp nhà                                | Dài tập              |                           | Triệu Tuấn                                           |                 |
| 2008 | Gió làng Kình                          | Dài tập              | Cử                        | Nguyễn Hữu Phần, Bùi Thọ Thịnh                       |                 |
| 2008 | Đầu bếp và đại gia                     | Điện ảnh truyền hình | Nhân viên phòng đối ngoại | Trịnh Lê Phong                                       |                 |
| 2008 | Cảnh sát hình sự: Cổ vật               | Dài tập              |                           | Bùi Huy Thuần                                        |                 |
| 2009 | Đi qua bóng tối                        | Dài tập              |                           | Vũ Minh Trí                                          |                 |
| 2009 | Nhà có nhiều cửa số 2                  | Dài tập              |                           | Phi Tiến Sơn                                         |                 |
| 2011 | CSHS: Chỉ còn lại tình yêu             | Dài tập              |                           | Vũ Minh Trí                                          |                 |
| 2011 | Về quê đón Tết                         | Ngắn tập             |                           | Quỳnh Anh                                            |                 |
| 2012 | Đàn trời                               | Dài tập              | Hoóng                     | Bùi Huy Thuần                                        |                 |
| 2012 | Tết siêu tiết kiệm                     | Ngắn tập             |                           | Nguyễn Mạnh Hà                                       |                 |
| 2013 | Cảnh sát hình sự: Bí mật tam giác vàng | Dài tập              | Nguyễn Văn Bảy            | Nguyễn Dương                                         |                 |
| 2014 | Ngoan cái gì cũng có                   | Phim video           |                           | Xuân Huy                                             |                 |
| 2015 | Lần theo dấu vết                       | phim tài liệu        | (đạo diễn)                | Quốc Quân                                            |                 |
| 2017 | Người phán xử                          | Dài tập              | Lân "sứa"                 | Nguyễn Khải Anh, Nguyễn Mai Hiền và Nguyễn Danh Dũng |                 |
| 2018 | Chạy trốn thanh xuân                   | Dài tập              | Gã sẹo                    | Vũ Minh Trí, Nguyễn Đức Hếu                          |                 |
| 2024 | CSHS: Độc đạo                          | Dài tập              | Quản "sòi"'               | Phạm Gia Phương, Trần Trọng Khôi                     |                 |

### Video - kịch
| Năm  | Chương trình         | Vai diễn          | Vai trò khác | Hình thức                      | Chú thích |
| ---- | -------------------- | ----------------- | ------------ | ------------------------------ | --------- |
|      | Gặp nhau cuối tuần   | (nhiều vai diễn)  |              |                                |           |
| 2004 | Gặp nhau cuối năm    | Táo Giáo dục      |              | (vở diễn: Táo Quân)            |           |
| 2010 | Gặp nhau cuối năm    | Ngời trúng thưởng |              | (vở diễn: Chỉ vì trúng thưởng) |           |
| 2014 | Đại gia chân đất 4   |                   |              | Video                          |           |
| 2016 | Đại gia chân đất 6   |                   |              | Video                          |           |
| 2018 | Chân dài lắm chiêu 2 |                   |              | Video                          |           |
| 2018 | Mẹ Việt              |                   | Đạo diễn     | phim tài liệu ngắn nhiều tập   | [ 8 ]     |
| 2020 | Cưới đi kẻo ế        |                   |              | Video                          |           |
| 2022 | Làng ế vợ 8          | Nhật Tinh Ngán    |              | Video                          |           |
| 2024 | Gặp nhau cuối năm    | Táo kinh tế       |              | (vở diễn: Táo Quân)            |           |

## Giải thưởng
| Năm  | Giải thưởng   | Hạng mục | Đề cử                      | Kết quả | Chú thích |
| ---- | ------------- | -------- | -------------------------- | ------- | --------- |
| 2024 | Ngôi sao xanh | Điện ảnh | Nam diễn viên phụ xuất sắc | Đề cử   | [ 4 ]     |